# École de Montréal (communication)
Pour les articles homonymes, voir École de Montréal.
L'école de Montréal en communication des organisations est un ensemble de principes théoriques et méthodologiques qui permet de raisonner différemment sur la dynamique ou le fonctionnement des organisations. On dit qu’une organisation est constituée quand elle a en place son personnel, ses outils de travail, sa matière première, et souvent son incorporation et ses lettres patentes. Mais aussi importantes que soient ces choses, elles ne disent pas ce qu’est la nature intrinsèque de l’organisation ou du fait de s’organiser.
L’école de Montréal considère que les organisations sont constituées à la base par des conversations et des textes. Ce sont ces conversations et ces textes qui appellent à l’existence les différents sujets et éléments qui peuplent les organisations.
L’organisation est l’équivalent des actes de communication (comme nommer, définir, justifier, ordonner, commenter), c’est-à-dire des choses que ses acteurs font et se font les uns avec/pour/contre les autres par le biais de ce qu’ils disent, écrivent et utilisent. Ces actes de communication qui font l’organisation sont déclenchés en réponse aux interprétations multiples et variées des enjeux et signaux ambiguës que les différentes personnes qui y évoluent perçoivent sélectivement.
Pour s’organiser, c’est-à-dire produire des choses ensemble grâce à une direction ou une orientation commune, les acteurs doivent impérativement échanger, interagir ou parler ensemble (conversation). Ils parlent ensemble en mobilisant ou en faisant intervenir des interprétations (textes) qu’ils considèrent pertinent pour la clarification et la compréhension de ce qui se passe ainsi que de ce qu’il faut faire par rapport à cela.

## L’école de Montréal et sa perspective sur la communication et l’organisation.

### Historique
L’école de Montréal, comme son nom l’indique, est une école de pensée dans le domaine de recherche sur la communication des organisations ou la communication organisationnelle. Elle a été initiée par James R. Taylor, et ses collaborateurs au département de communication de l'Université de Montréal. Elle date de l’introduction en 1987 d’un nouveau programme de doctorat d’envergure réunissant les trois grandes universités francophones de la métropole de Montréal. Cette approche a eu et continue d’avoir une résonance mondiale tant en Europe,, que sur le continent américain où elle est maintenant, à titre d’exemple, utilisée dans la recherche sur la théorie de la firme et les organisations clandestines. Cette audience mondiale est probablement reliée à la nature des questions qu’elle s’était donné comme objectif d’aborder ainsi qu’à la synthèse originale qu’elle a opéré entre divers courants épistémologiques et théoriques en anthropologie, linguistique, sémiotique, philosophie du langage, ethnométhodologie, sociologie, théorie des systèmes et théorie des jeux pour se donner des fondements.

### Objectif de l’approche
L’école de Montréal s’est attelée à répondre aux questions concernant l’ontologie de l’organisation (c’est quoi s’organiser?), la pragmatique de l’organisation (quelle est la logique de base ou comment fonctionne l’organisation?) et l’émergence de l’organisation (par quelles opérations, processus et matériaux concrets l’organisation existe et se maintient?). Pour répondre à ces questions, la particularité de l’école de Montréal est de mettre l’accent, notamment par l’analyse des interactions « performatives », sur le caractère négocié et co-construit ou co-orienté des processus organisants. Cette école de pensée a de fait pris à bras-le corps la direction qu’indiquait en 1969 le travail pionnier de Karl E. Weick sur la nature communicationnelle de l’organisation pour l’étayer et lui donner une tournure résolument plus discursive, et matérialiste. L’école de Montréal s’est donné comme objectif de théoriser et de mener des recherches empiriques sur les processus et les opérations par lesquelles la communication donne corps, incarne ou constitue l’organisation dans son identité, sa coordination, son autorité, son pouvoir ainsi que ses manières ordinaires d’intégrer et de décider,,,,,,,,,,,,,,,,,,,,,,.
Dans la foulée des travaux et des diverses synthèses autour de cette importante problématique, des chercheurs, dont McPhee et Zaug autres importants contributeurs, ont baptisé ce courant de recherche en le dénommant « approches de la constitution communicationnelle des organisations (CCO) » (en),,,.

### La conception de l’organisation et de la communication
Les organisations sont des formations discursives et matérielles qui se produisent et se reproduisent dans le cours des interactions conversationnelles. La communication tout comme l’organisation qui en émerge est une dialectique entre la conversation et le texte. La conversation est le lieu des processus organisants alors que le texte est le cadre interprétatif qui sert à la définition des éléments humains et non humains mobilisés dans les négociations conversationnelles. L’organisation existe dans la communication qui est elle-même l’intersection entre sa dimension conversationnelle où les identités (i.e. ce qui est des personnes, des objets, des problèmes et des événements) sont négociées et renégociées d’une part et d’autre part sa dimension textuelle qui fait intervenir différents à-priori et présuppositions transactionnels relatifs aux différentes catégories d’agents concernés du collectif,); ces présuppositions et postulats tacites qui ont un impact important dans la dynamique conversationnelle et transactionnelle ont été appelés sous-textes. Entre ces deux dimensions, il y a deux processus en jeu : la médiation de la méta communication et une traduction bidirectionnelle constante entre texte et conversation. Cette traduction fait en sorte que l’implicite de la conversation soutenue par le para-linguistique, le non-verbal et autres objets doit est textualisé ou explicité et fixé dans des textes impersonnels investis d’une plus ou moins grande autorité. Ces textes plus ou moins chargés vont par la suite être repris et interprétés dans les conversations subséquentes des acteurs.

### Processus et opérations communicationnelles constitutives de l’organisation
Pour l’école de Montréal, les processus qui opèrent la constitution de l’organisation ne sont pas des messages qui vont permettre de satisfaire des fonctions constitutives d’une organisation, comme dans le modèle des quatre flux de McPhee et Zaug. À la différence de cette dernière, ici les processus qui opèrent cette constitutionnalité sont une série interreliée et circulaire de différentes traductions dont le point d’entrée est relatif au point de vue du chercheur. Ces traductions sont également au nombre de quatre. D’abord les conversations locales sont entretenues ici et là par les différents acteurs dans le cours de leurs activités complémentaires. Celles-ci vont nécessiter la création d’obligations mutuelles idéales ou de transactions pour stabiliser des interdépendances entre les acteurs impliqués dans ces négociations et portant chacun des points de vue et des valeurs différents. Ces conversations et les transactions qu’elles nécessitent sont ensuite traduites dans une formation discursive (un groupe d’énoncés) grâce à une montée en généralité (distanciation) méta-communicationnelle qui permet de représenter une pluralité de voix et de motifs comme le point de vue et la volonté d’un seul acteur collectif possédant une identité propre. La formation discursive générée par la distanciation méta-communicationnelle est ensuite traduite pour conférer à celle-ci un auteur, i.e. lui revêtir d’une autorité. Cela se fait à mesure que les énoncés se dévêtent d’éléments déictiques ou indexicaux, se réifient et se naturalisent en se distanciant et s’éloignant de leur contexte local et situé d’énonciation, soit la distanciation et la décontextualisation. La formation discursive qui est maintenant investie d’une autorité va subir une autre traduction. Il s’agit cette fois-ci d’incorporer à l’organisation cette autorité acquise afin de lui permettre d’être la représentation du collectif maintenant constitué ainsi que sa présence vis-à-vis d’autres collectifs constitués. C’est par le biais du mécanisme de l’agence discursif que le collectif va investir un actant (pour laisser la possibilité qu’un objet puisse aussi être revêtu de cette autorité et être ensuite « ventriloqué » . François Cooren (en), comme c’est le cas des idoles et des icônes et d’autres artefacts) de l’autorité de sa formation discursive pour que celui-ci soit son porte-parole. Le résultat sera que parler au nom de l’organisation équivaudra à parler avec autorité. C’est ainsi que la hiérarchie est créée en investissant de façon scalaire certains acteurs de l’autorité de la formation discursive qu’ils peuvent maintenant dire. Du réseau de conversations cette série de traductions aboutit ainsi à l’émergence de l’organisation (système hiérarchique d’autorité) dans la communication; organisation qui sera de manière circulaire réinvestie et mobilisée dans les conversations subséquentes.

### Implications pour la recherche et la pratique des processus organisants
L’action de s’organiser se fait dans la conversation. La communication est ce qui donne son existence à l’organisation; l’organisation en émerge dans la mesure où elle lui permet d’avoir une identité et de matérialiser les dispositions de ses acteurs dans les différentes fonctions qu’elle tente de satisfaire. L’organisation n’est nulle part et partout en même temps dans la mesure où c’est le cas de la communication. Puisque la communication est l’intersection entre texte et conversation et que l’organisation émerge de cette communication, il faut donc la considérer comme un espace symbolique ou discursif faite de tensions, de contradictions, et de paradoxes qui trouvent leur résolutions dans la communication elle-même, et plus spécifiquement dans la méta-communication. La communication, et donc l’organisation, a un double fondement symbolique et matérialiste de sorte qu’on conçoit l’influence des objets et de divers autres artefacts sur la constitution et le fonctionnement de l’organisation. La conversation est un espace symbolique qui inclut une variété et une diversité d’actants qui sont parlés par les acteurs en présence et qui les font parler par ventriloquie. Dans une organisation les acteurs humains et non humains parlent et sont parlés; leur autorité est fonction de la manière dont ils articulent l’identité émergeant des textes.